# Skopaljska dolina
 Ovo je glavno značenje pojma Skopaljska dolina. Za film iz 1955. pogledajte Skopaljska dolina (1955.).
Skopaljska dolina (rjeđe Uskopaljska dolina, Uskoplje, Skopaljsko polje) je dolina u gornjem toku rijeke Vrbas. Administrativno pripada Županiji Središnja Bosna, a prema jednoj od regionalizacija BiH nalazi se u Gornjovrbaskoj regiji, u srednjoj Bosni.
Postoje različita mišljenja o imenu Uskoplja pa se ponekad navodi da se ime Uskoplje izvodi od ilirskog plemena Scupi ili pak od latinske riječi espcopia što bi označavalo ranokršćansku biskupiju koja se nalazila u srednjoj Bosni. Ipak dolina je, kao i starohrvatska župa Uskoplje, dobila ime po izduženom uskom polju, koje je s obje strane okruženo relativno visokim planinama. 
Prostire se od izvora rijeke Vrbasa ispod planine Vranice do ušća rječice Semešnice u Vrbas iza Donjeg Vakufa. Proteže se dužinom od oko 27 i širinom od 2 do 9 kilometara. Površine je 130 km2. Najniži dio doline čini aluvijalna ravan na 570 m nadmorske visine.
Ovo područje naseljeno je najkasnije od brončanog doba. Pretpostavlja se da ga je u antičko doba naseljavalo ilirsko pleme Deuri (Derbanoi, Derrioi, gr. Δερβανοί) iz salonitanskog konventa, koje je prema Pliniju Starijem imalo 25 rodova (dekurija), što bi značilo da je ukupno stanovništvo brojilo otprilike 3.750 - 6.000 ljudi. U srednjem vijeku župa Uskoplje, koja je obuhvaćala cijelu dolinu, bila je jugoistočni kut šire gospodarsko-političke cjeline koja se zvala Donji kraji. Donji kraji prostirali su se porječjima rijeka Vrbas i Sana, a sjedište im je bilo u Jajcu. Donjim krajima vladali su plemićki rod Hrvatinići, čiji je najpoznatiji velmoža Hrvoje Vukčić Hrvatinić. 
Od značajnih naselja u Skopaljskoj dolini se nalaze Donji Vakuf, Uskoplje i Bugojno, u prošlosti i Biograd (današnji Prusac) i Odžak.